# Tatort: Satisfaktion
Satisfaktion ist ein deutscher Fernsehkrimi von Manuel Flurin Hendry aus dem Jahr 2007. Er entstand als 678. Folge der Kriminalreihe Tatort und ist der zwölfte Fall mit Axel Prahl und Jan Josef Liefers als Münsteraner Ermittler Thiel und Boerne.

## Handlung
In einem Wald nahe Münster wird ein Skelett mit einer Bleikugel im Schädel gefunden, die aus einer historischen Waffe stammt. Die Leiche kann als Raimund Stielicke identifiziert werden, der vor zehn Jahren angeblich während einer Italienreise verschwand. Raimund ist der Sohn von Professor Walter Stielicke, Kardiologe an der Klinik Münster. Wie Raimund ist auch der Professor Mitglied des Corps Pomerania-Guestphalia, einer von vier schlagenden Studentenverbindungen in Münster. Thiel muss erstaunt feststellen, dass auch Boerne Alter Herr dieser schlagenden Verbindung ist. Raimunds Bruder Karsten hingegen gehört zu den Rhenanen in Münster. Zu Raimunds Studentenfreunden zählte der spätere Journalist Gregor Baltus, der Boerne am Fundort des Skeletts begrüßt.
Boerne holt nach vielen Jahren sein Couleur aus einer Kellerkiste. Das Stiftungsfest seines Corps steht an, und er will unerkannt daran teilnehmen. Auch Wilhelmine Klemm taucht auf dem Fest auf – sie ist eine frühere Schulfreundin von Professor Stielicke. Der, einst Doktorvater von Boerne, stellt diesem die lukrative Stelle als Chef der Rechtsmedizin der Berliner Charité in Aussicht. Baltus übergibt Boerne ein Foto, das ihn als Mitglied des Hanauer Kreises zeigt, einer Splittergruppe unter den Verbindungen. Diese Gruppe hielt sich nicht an Verbindungsregeln, führte verbotene Duelle mit Säbeln und freiem Oberkörper aus und nahm dabei schwere Verletzungen in Kauf. Das Foto zeigt Boerne blutbespritzt mit Säbel in der Hand. Baltus deutet an, dass es weitere Fotos von ihm gebe. Kurz darauf ist Baltus verschwunden. In seiner Wohnung findet Thiel einen großen Blutfleck. Nachforschungen ergeben, dass Baltus’ Vermieter Professor Stielicke ist, der eine auffallend niedrige Miete forderte. Zudem hat der Professor vor zehn Jahren einen fast neuen Wagen, angeblich mit Totalschaden, für nur 500 Mark an Baltus verkauft. Auch andere Dinge fallen auf die Zeit vor zehn oder elf Jahren: Stielickes Sohn Karsten heiratete Clara, und Claras Mutter, die lange Zeit arbeitslos war, erhielt eine Stelle in der Klinik Münster. Thiel vermutet, dass der Professor überall seine Verbindungen spielen ließ. Sein Einfluss reicht noch weiter: Obwohl Karsten im Studium ein Versager war, arbeitet er inzwischen für Wilhelmine Klemm als Staatsanwalt. Als Thiel weiterforscht, wird sein Vater, der mit Herzproblemen im Klinikum Münster liegt, unerwartet in ein luxuriöses Einzelzimmer verlegt und erhält eine von Professor Stielicke angeordnete, privilegierte Behandlung. Der behandelnde Arzt Leon Strobel ist Mitglied der Rhenania und trotz schlechter Studienergebnisse Assistenzarzt von Stielicke. Thiel macht Stielicke deutlich, dass er nicht bestechlich sei. Kurz darauf wird Herbert Thiel wieder in ein Mehrbettzimmer verlegt.
Thiel hat es bei seinen Ermittlungen nicht leicht, stellen sich doch Wilhelmine Klemm und auch Boerne schützend vor die Familie Stielicke. Boerne wird zudem vom Professor erpresst. Nicht nur der angebotene Posten in der Charité lockt ihn. Stielicke erinnert Boerne an Guido Leppert, der vor 13 Jahren mit einer heftigen Hiebwunde als Notfall in die Klinik Münster eingeliefert wurde. Boerne hatte ihm die Wunde bei einem illegalen Duell des Hanauer Kreises zugefügt und war seit dieser Zeit dem Corpshaus ferngeblieben. Thiel findet unterdessen in Baltus’ Spind im Corpshaus nicht nur eine hohe Geldsumme, sondern auch eine CD mit Fotos des Hanauer Kreises. Diese zeigen zum einen den blutbespritzten Boerne, zum anderen aber auch Raimund mit seinem Bruder sowie Baltus und Leon Strobel, jeder mit einer alten Pistole in der Hand. Zwar billigt Wilhelmine Klemm dem Fund aufgrund der illegalen Beschaffung keinen Beweiswert zu, doch Thiel misstraut nun Boerne und beauftragt Alberich mit der Untersuchung von Baltus’ Wagen. Diese kann mit Schwarzlicht auf dem Rücksitz eine große Menge Blut sichtbar machen, das sie Raimund zuordnen kann und das aus der Zeit stammt, als das Auto noch Professor Stielicke gehörte.
Inzwischen wird Baltus erschossen aufgefunden. In der Hand hält er eine Waffe aus den 1970er Jahren, die er jedoch nicht selbst abgefeuert haben kann. Thiel forscht weiter zum Mord an Baltus und kann den Fall schließlich klären: Clara hatte, als sie schon mit Karsten liiert war, eine Affäre mit Raimund und wurde von ihm schwanger. Als dieser für tot erklärt wurde, heiratete sie Karsten, und ihr Sohn Finn wuchs als Karstens Kind auf. Baltus wusste davon und hatte aufgrund der finanziellen Zuwendungen der Familie Stielicke all die Jahre geschwiegen. Da er aber zuletzt Krebs im Endstadium hatte, wollte er vor seinem Tod, dass Finn erfährt, wer sein richtiger Vater war. Claras Mutter Friede Timme, die Claras Ehe und damit deren sozialen Aufstieg nicht gefährden wollte, erschoss deshalb Baltus mit einer Waffe ihres verstorbenen Mannes.
Boerne glaubt unterdessen, den Tod Raimunds erklären zu können. Bei dem Stiftungsfestball seines Corps erscheint er am Tisch der Stielickes und rekonstruiert den damaligen Tathergang. So habe es zwischen Raimund und Karsten Streit wegen Clara gegeben und es sei zur Forderung eines Pistolenduells gekommen. Die Sekundanten seien Baltus und Strobel gewesen. Im Duell sei Raimund getötet, seine Leiche mit Professor Stielickes Wagen transportiert und im Wald verscharrt worden. Stielicke habe seinen Sohn Karsten gedeckt, den Wagen reinigen und später an Baltus verkaufen lassen, der durch weitere Geldleistungen ruhiggestellt worden sei. Karsten zeigt sich durch Boernes Enthüllungen empört und fordert ihn zur Mensur. 
Diese erfolgt am nächsten Morgen im Corpshaus, doch lässt sich Karsten nach einem Treffer entgegen dem Comment zum Reden verleiten, was zum Abbruch der Mensur führt. Karsten gibt zu, dass er sich als damaliger Fuchs auch bei den Hanauern gar nicht hätte duellieren dürfen, sodass Strobel an seiner Stelle zum Pistolenduell angetreten sei. Boerne stellt fest, dass der erste Schuss tatsächlich durch Strobel abgegeben wurde, der jedoch nur Raimunds Unterkiefer streifte. Karsten habe daraufhin aus Hass auf den stets erfolgreicheren Bruder die Waffe nachgeladen und Raimund erschossen. Karsten schlägt Boerne mit seinem Schläger nieder und versucht, sich im Nebenraum mit einer Pistole das Leben zu nehmen, als Professor Stielicke erscheint und seinen Sohn als Feigling beschimpft. Daraufhin legt Karsten auf seinen Vater an, doch Thiel geht dazwischen und nimmt Karsten fest.
Schließlich wird Boerne von Alberich mit mehreren Stichen genäht, gibt jedoch zu, dass die Mensur „irgendwie toll“ gewesen sei. Er verpackt sein Couleur wieder im Keller und erklärt, er werde die Stelle an der Berliner Charité nicht annehmen, und lehnt auch das gemeinsame Biertrinken mit Thiel zunächst ab, da er Bier ja eigentlich nicht möge.

## Produktion
Die Dreharbeiten zu Satisfaktion fanden von März bis April 2007 statt. Der Film erlebte am 28. Oktober 2007 auf dem Ersten seine Fernsehpremiere und erreichte eine Einschaltquote von 22 Prozent (8,10 Millionen Zuschauer). Es war der zwölfte Fall der Ermittler Thiel und Boerne.
Gedreht wurde die Folge überwiegend in Münster und Köln. Die Szene, in der Thiel mit dem Fahrrad zu seinem Vater ins Krankenhaus fährt, entstand am Domplatz und an der Promenade in der Münsteraner Innenstadt. Als Foyer des Krankenhauses diente der Eingangsbereich des Gebäudes 105 (Hörsaalgebäude) der Universität zu Köln in Köln-Lindenthal. Als Drehort für die Fundstelle von Gregor Baltus Auto diente der Lambertikirchplatz vor der Lambertikirche in Münster. Auf einem inzwischen bebauten Grundstück auf der Südseite des Hafen Münster wurde die Szene gedreht, in der Baltus' Leichnam gefunden wird. Eine Villa in Köln-Hahnwald diente als Anwesen der Familie Stielicke. Außerhalb von Köln entstanden in Rösrath am Schloss Eulenbroich die Szenen am Corpshaus. Darüber hinaus wurde in den WDR-Studios in Köln gedreht.

## Kritik
„Wie immer hart am Rand der Groteske“, befand die TV Spielfilm. „Kommissar Thiel […] wütet wie ein Elefant im Porzellanladen – was ihm ein blaues Auge und uns viel Spaß bringt…“. Der Stern schrieb, dass der Tatort „opulent […] mit seiner mittelalterlichen Optik und der Symbolik [ist]. Doch hätte man die Kraft der Bilder gelegentlich mehr für sich selbst sprechen lassen können. Viel zu oft ist die Rede von Tradition, Loyalität, der eine oder andere klischeehafte Dialog hätte gestrichen werden können.“
Insbesondere im Vergleich mit der Tatort-Folge Quartett in Leipzig aus dem Jahr 2000 werde das Verbindungsmilieu nicht gänzlich klischeehaft dargestellt. Die Darstellung des Mensurablaufs gilt als für eine Fernsehproduktion vergleichsweise authentisch, überzeichne aber stark.